# Svenska Kvinnors Medborgarförbund
Svenska Kvinnors Medborgarförbund, eller SKM, var en opolitisk svensk sammanslutning, verksam mellan 1921 och 1971. SKM bildades för att verka för att de lika medborgerliga rättigheter kvinnor hade fått efter införandet av rösträtten 1921 också skulle införas och användas i praktiken, och var en fortsättning på rösträttsföreningen Landsföreningen för kvinnans politiska rösträtt, som hade upplösts sedan dess mål hade uppnåtts. 

## Historik
Den bildades 1921 av ledande medlemmar av Landsföreningen för kvinnans politiska rösträtt, som ersättning för denna, sedan den allmänna rösträtten införts, och den förra föreningen därmed hade upphört.
Den grundades av Ann Margret Holmgren och Signe Jacobsson, efter studiebesök av den sistnämnde hos liknande organisationer i England. Den bildades med Ingeborg Walin som ordförande och Gertrud Bergström och Ida Nordin-Pettersson som vice ordförande. 
Svenska Kvinnors Medborgarförbund bildades i mars 1921 och ville genast överta hela den gamla Landsföreningens funktioner. På landsföreningens 18:e och sista centralstyrelsemöte 29 mars 1921 beslöts istället att Landsföreningen inte skulle uppgå i Svenska Kvinnors Medborgarförbund utan istället bilda Kommittén för internationellt rösträttsarbete, bestående av 50 medlemmar ur Landsföreningens centralstyrelsen under ordförandeskap av Anna Bugge-Wicksell; denna upplöstes slutligen 18 juni 1930, då den överlämnade Landsföreningens arkiv och resterande penningmedel till Fredrika Bremerförbundet.
SKM var en politiskt neutral förening som verkade för att de medborgerliga rättigheter och jämlikhet kvinnor hade fått i Sverige genom efter införandet av rösträtten skulle tillämpas även i verkligheten, och “för att Sveriges kvinnor skola bli dugande samhällsmedborgare och fredsälskande världsborgare”. 
De höll kurser, föredrag och publicerade skrifter i samhällsfrågor. SKM anordnade föreläsningar, insamlingar, och lämnade in petitioner för olika frågor, främst för frågor kring kvinnors rättigheter. Det arbetade också internationellt. En av de frågor de lade fokus på var kvinnors utbildning för offentliga uppdrag.
Under året 1921-1922 deltog SKM med andra kvinnoföreningar i den internationella resolutionen till stormaktskonferensen i Washington om nedrustning; deltog i en insamling till nödlidande i Ryssland; tog initiativ mot en separering av mäns och kvinnors röster under förbudsomröstningen på anmodan av Socialdemokratiska kvinnoförbundet; och framlagt en skrivelse om att två kvinnor skulle ingå i Fattigvårdslagstiftningskommittén för utarbetande av lösdrivarlagen.
1927 bildade SKM Föreningen Kvinnolistan för att öka kvinnors politiska representation, i enlighet med sitt mål att omsätta kvinnors formella rättigheter i praktiken. 
SKM var organiserat i lokalföreningar under en huvudförening med säte i Stockholm. 

## Ordförande
- 1921-1936: Ingeborg Walin
- 1936-1963: Ellen Hagen
- 1963-1971: Märta Björnbom